# Exekutivní informační systémy

## EIS a jejich postavení v informační strategii firmy
Executive Information System - informační systém exekutívy (výkonné složky managementu)
- soubor manažerských aplikací IS/IT určené pro vrcholovou a střední úroveň řízení podniku

### Co očekávat od EIS?
Z pohledu přínosů lze EIS definovat různými způsoby a na různé úrovni konkrétnosti. Jde o systém, který zefektivňuje plánovací a rozhodovací procesy firmy, a to zejména tím, že:
- standardizuje (tj. upevňuje a kodifikuje) řídící procesy v rámci firmy;
- snižuje náročnost zpracování výstupů řízení;
- zvyšuje uživatelský komfort i integritu výstupů řízení v rámci firmy, a tím i jejich informační hodnotu pro uživatele.

Výsledkem je, že má management firmy více prostoru i zájmu soustředit pozornost potřebným směrem. Pro svá rozhodnutí má totiž k dispozici potřebné informace v přehledné podobě. Neutápí se v nadbytku z různých důvodů nepřesných čísel, ale zaměřuje se (a je k tomu ze strany EIS i vhodnou formou naváděn) na příčiny různých odchylek a možných problémů.
Samozřejmě – výše zmíněné charakteristiky EIS nepředstavují komplexní ani souřadný výčet. Zabývají se spíše popisem toho, jak management firmy takové systémy vnímá, jak je používá a případně – pokud o pořízení takového informačního systému teprve uvažuje - co od jeho implementace očekává.
V řadě podniků není rozhodně běžné, aby si pod jednoduchým pojmem „objem prodeje za minulý měsíc“ finanční a výrobní ředitel představili stejné číslo. A dokonce ani není možné přijít za pracovníky controllingu se slovy: „Cena vstupní suroviny nečekaně roste, vypracujte nám do večera základní analýzu, abychom věděli, do jaké míry se to projeví v hospodářských výsledcích firmy.“ A právě k tomu všemu – z pohledu managementu – exekutivní informační systémy slouží.

### Pozice EIS v informační struktuře firmy
Při pohledu na pozici EIS z pohledu v informační struktuře firmy, často znázorňované v podobě tzv. informační pyramidy, zjistíme, že exekutivní informační systém je postaven až na vrcholu. Je to tedy systém s relativně agregovanými údaji čerpající informace o skutečnosti i různé dílčí podklady pro plán z provozních systémů. Může se jednat o základní provozní systém (ERP – enterprise resource system), systém pro operativní řízení vztahů se zákazníky (CRM – customer relationship management) i různé další, povětšinou dílčí úlohy zpracovávající systémy, které nejsou integrované pod jednotnou platformou základního provozního systému.
Koncepty exekutivních informačních systémů, manažerských informačních systémů a business intelligence jsou někdy terminologicky rozlišovány. Avšak jakkoli jsou to samostatné a etablované pojmy, v řadě aspektů se obsahově překrývají.
Business intelligence je často pojímána více jako metodické a technické řešení spojené se způsoby agregace dat z datových zdrojů, jejich získáváním, transformací do vhodných formátů, ukládáním a vhodnou prezentací uživatelům. Na druhou stranu, v praxi by řada nabídek konzultačních firem na implementaci tohoto řešení mohla být stejně dobře označována jako nabídka na implementaci exekutivního informačního systému. Terminologie užívaná konzultačními firmami v tomto není nijak vyhraněná.
Obdobně to platí i pro pojmové odlišení manažerských a exekutivních informačních systémů (tj. MIS, resp. EIS). Z pohledu řídícího pracovníka, který se snaží zorientovat v nabídce různých řešení a vytvořit si kvalifikovaný názor na architekturu informačních systémů v souvislosti s organizací, v níž působí, není konkrétní označení zpravidla rozhodující.